# Сухопутные войска КНДР
Сухопутные войска Корейской народной армии (кор. 조선인민군 륙군?, 朝鮮人民軍陸軍?) — одна из составных частей Корейской народной армии, наряду с Военно-воздушными силами, Военно-морскими силами и Силами специальных операций КНДР.

## Состав и численность
Численность сухопутных войск на 2012 год составляет порядка 1,02 млн чел. Срок службы по призыву — 5—12 лет.
Основные формирования сил: армия, корпус, дивизия и бригада. Армия не имеет постоянного состава и развёртывается на базе армейских корпусов. В боевом составе сухопутных войск насчитывается 20 корпусов (12 пехотных, 4 механизированных, танковый, 2 артиллерийских, обороны столицы), 27 пехотных дивизий, 15 танковых и 14 механизированных бригад, бригада оперативно-тактических ракет, 21 артиллерийская бригада, 9 бригад ракетных систем залпового огня, ракетный полк тактических ракет.
Пехотная дивизия КНА имеет в своём составе 3 пехотных полка, артиллерийский полк (3 батальона 122-мм ракетных установок и 1 батальон 152-мм миномётов), танковый батальон из 31 танка, противотанковый батальон, батальон ПВО, инженерный батальон, батальон связи и батальон химической защиты.

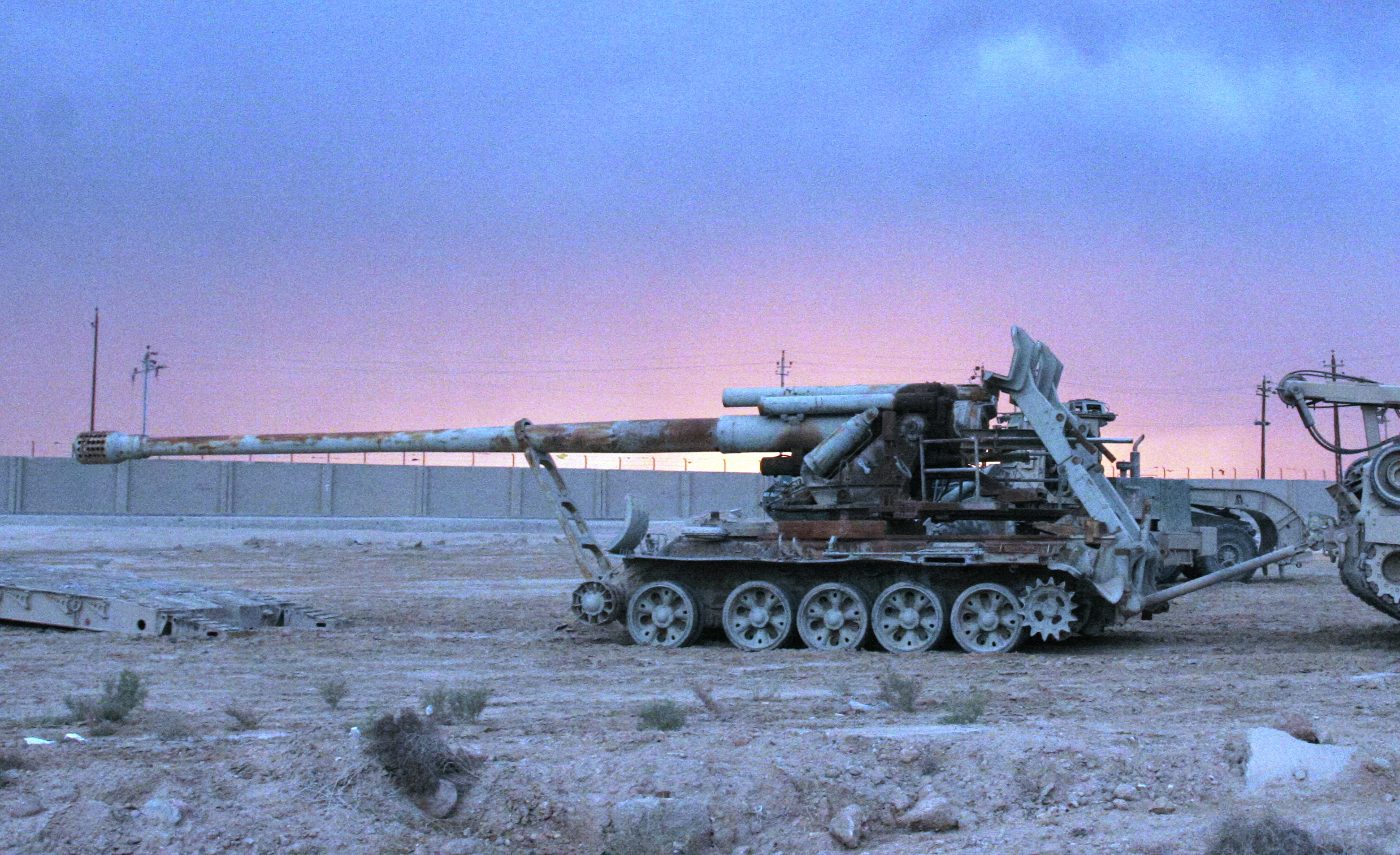
Самоходное орудие «Коксан», захваченное американцами в Ираке

В КНА имеется 2 артиллерийских корпуса и 30 артиллерийских бригад, вооружённых 122-мм самоходными орудиями, 152-мм самоходными миномётами, 170-мм орудиями, 107-, 120- и 240-мм многоствольными реактивными миномётами и другим видами тяжёлых орудий. Часть тяжёлых орудий монтирована на железнодорожные платформы, а часть — укрыта в подземных укрытиях.
В составе КНА находится один танковый корпус (в составе трёх танковых дивизий) и 15 танковых бригад. В танковом корпусе имеется пять танковых полков (в каждом по 4 батальонов тяжёлых танков, 1 батальон лёгких танков 1 батальон мотопехоты, 2 батальона САУ).
В составе КНА имеется 4 механизированных корпуса (по две механизированных дивизии и по одной танковой дивизии в каждом) и 24 механизированных бригады. В каждой бригаде есть танковый батальон (31 танк), батальон бронемашин (46 машин), 4 пехотных батальонов, по батальону 122-мм и 152-мм орудий и батальону ПВО (по 18 орудий каждый), противотанковый батальон (9 бронемашин с противотанковыми ракетами и 12 противотанковых орудий), разведывательная рота (3 легко бронированных автомобилей, 7 бронеавтомобилей и 8 мотоциклов), миномётный батальон (6 миномётов), инженерная рота, рота химзащиты и рота связи.

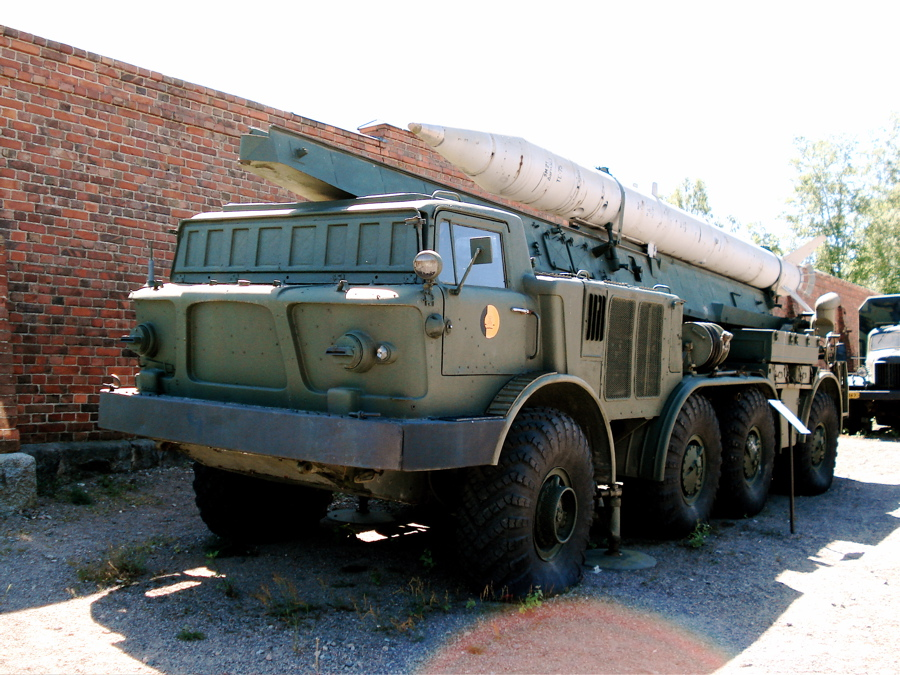
ОТР «Луна-М»

Сухопутные войска территориально делятся на 4 стратегических эшелона.
Первый эшелон расположен непосредственно на границе с Южной Кореей и включает четыре пехотных корпуса: 1-й (штаб в уезде Кымган, провинция Канвондо), 2-й (штаб в уезде Кымчхон, провинция Хванхэ-Пукто), 4-й (штаб в Саривоне, провинция Хванхэ-Пукто), 5-й (штаб в уезде Сепхо, провинция Канвондо) и один (602-й; дислоцирован на территории провинции Хванхэ-Пукто) артиллерийский корпус.
Второй эшелон расположен непосредственно за первым и состоит из наиболее мощных танковых и механизированных соединений сухопутных войск КНА. В его составе: 806-й (штаб в уезде Хвеян, провинция Канвондо) и 815-й механизированные корпуса (штаб в уезде Синге, провинция Хванхэ-Пукто), 820-й танковый корпус (штаб в Коксане, провинция Хванхэ-Пукто).
Третий эшелон обеспечивает оборону Пхеньяна, и включает пять пехотных корпусов: 3-й (штаб — Пхеньян), 6-й (провинция Хамген-Намдо), 7-й (провинция Пхенан-Намдо), 12-й пехотный корпус (провинция Пхенан-Намдо), 91-й пехотный корпус обороны столицы (Пхеньян), и Кандонгский артиллерийский корпус (провинции Пхенан-Намдо и Хванхэ-Пукто).
Четвёртый эшелон расположен вдоль границы КНДР с КНР и РФ. Включает два механизированных: 108-й (Хыннам, провинция Хамген-Намдо) и 425-й (провинция Пхенан-Пукто), и четыре пехотных корпуса: 8-й (штаб в уезде Пихен, провинция Пхенан-Пукто), 9-й (провинция Хамген-Пукто), 10-й (провинция Хамген-Намдо) и 11-й (провинции Пхенан-Пукто, Чагандо, Хамген-Намдо).
Кроме того, в составе сухопутных войск имеются 4 пограничные и 22 инженерные бригады.
Значительная часть механизированных и танковых соединений расположена вблизи Демилитаризованной зоны. В этом районе развёрнуто более 700 000 солдат, 8 000 тяжёлых орудий, 2 000 танков. В этом же районе оборудовано большое количество бункеров и туннелей, ведущих на территорию Южной Кореи.

## Тактика и стратегия
Основу военной доктрины составляет активная оборона. Южнее линии Пхеньян — Вонсан дислоцируются более 60 % из общего числа соединений и частей сухопутных войск, более 40 % частей и соединений ВВС и ПВО. Самолёты ВВС базируются в основном на 30 из 70 аэродромов вокруг Пхеньяна. Около 60 % корабельного состава размещаются на передовых базах восточного и западного побережья. В южных провинциях вдоль военно-демаркационной линии по 38 параллели протяженностью 250 км, разделяющей КНДР и Республику Корея, оборудована оборона четырёх армейских корпусов. В полосе каждого корпуса прорыто по 5-6 туннелей протяжённостью в несколько километров для связи тыловых районов корпусов с зоной демаркационной линии.
При выполнении задачи по превращению территории страны в «неприступную крепость» южные районы страны практически должны образовать сплошную зону заграждений. Основу её составляют многочисленные подземные укрытия, укреплённые районы, районы обороны танковых башен, инженерные заграждения.
Противодесантную оборону восточного побережья КНДР осуществляют три армейских корпуса во взаимодействии с береговыми ракетно-артиллерийскими частями Восточного флота и боевым авиационным командованием ВВС и ПВО, частью сил корпуса пограничных войск; в оперативной глубине имеются два механизированных корпуса.
Западное побережье в противодесантной обороне прикрывают четыре армейских корпуса во взаимодействии с береговыми ракетно-артиллерийскими частями Западного флота и двумя боевыми авиационными командованиями, а также частью сил корпуса пограничных войск; в оперативной глубине имеется танковый корпус. Зону Пхеньяна обороняет командование по обороне столицы.
Несмотря на то, что китайское руководство, чтобы продемонстрировать недовольство позицией соседа в ядерном вопросе, в 2003 году разместило вдоль границы с Северной Кореей пять дивизий общей численностью около 150 тыс. человек, КНДР держит на севере только части корпуса пограничных войск численностью до 30 тысяч человек.

## Вооружение и военная техника

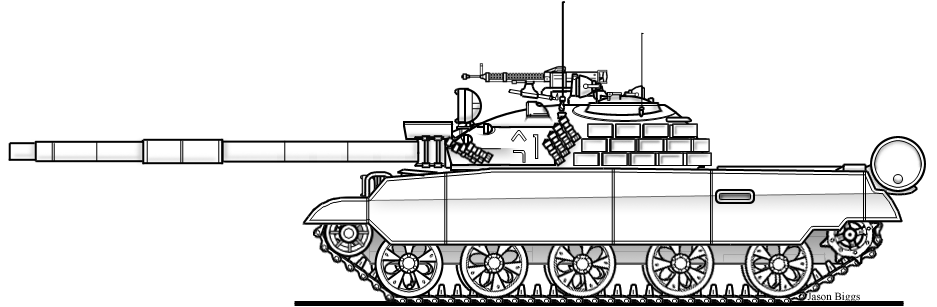
Танк «Чхонмахо»

Основой танковых соединений КНА являются основные боевые танки Т-62 и Т-54/55, а также китайские Тип 59. Парк лёгких танков составляют M-1975 собственной разработки, советские ПТ-76 и китайские Тип 62 и Тип 63. Отечественный танк М-1985 считается самым крупным плавающим танком в мире.
Разработанный в КНДР на базе советского ОБТ Т-62 танк «Чхонмахо» способен передвигаться по крутым откосам и пересекать вброд реки глубиной до 5,5 м. В КНДР выпущено около 1 тысячи танков пяти различных модификаций. Один из наиболее засекреченных танков в мире — танк «Покпхунхо», создан на базе Т-72, по своим характеристикам приближается к российскому Т-90. Предположительно, танк имеет форсированный двигатель и повышенную подвижность.
КНДР начала производить противотанковые ракеты в 1975 году и за последнее время достигла значительных успехов в этой области. В войсках КНА имеется около 10000 ПЗРК («wha-sung»).
В КНДР производится большое количество противотанковых орудий советских моделей калибром от 57 до 100 мм. Пехота оснащена миномётами калибром от 60 до 160 мм, РПГ, противотанковыми ракетами 3М6 «Шмель», «Малютка» и, возможно, «Фагот» и «Конкурс».
На вооружении сухопутных войск КНА стоят 34 пусковые установки тактических ракет и 30 пусковых установок оперативно-тактических ракет. Командование артиллерии включает: ракетный полк ОТР «Луна» (модификаций 3Р8, 3Р10, 9К52 «Луна-М»), 6 ракетных дивизионов ТР Р-17 разных модификаций, ракетную батарею и 3 миномётных батареи.
На вооружении состоит: около 3500 средних и основных боевых танков и свыше 560 легких танков, более 2500 бронетранспортеров, более 8600 артиллерийских орудий (в том числе 3500 буксируемых и 4400 самоходных), свыше 7500 миномётов, более 2500 РСЗО, около 2000 установок ПТУР, 34 установки тактических ракет, 30 установок оперативно-тактических ракет, 11 000 зенитных артустановок (из них на стационарных позициях — около 3000), около 10 000 ПЗРК.
В войсках имеются бронетранспортёры M-1973 и M-1967, а также небольшое количество БТР-40, БТР-50, БТР-60, БТР-70, БТР-152. На вооружении имеется также некоторое количество относительно современных БТР-80 и БТР-80А, поставленных Россией в 1990-е годы.
| Танки                                           | Танки                | Танки       | Танки                                 | Танки                                          | Танки |
| Модель                                          | Страна производитель | Изображение | Назначение                            | Количество                                     | Примечания |
| ----------------------------------------------- | -------------------- | ----------- | ------------------------------------- | ---------------------------------------------- | --- |
| Т-34                                            | СССР                 |             | Средний танк                          | неизвестно, вероятно в резерве или на хранении | Всего поставлено 650 штук |
| Т-54/55                                         | СССР                 |             | Средний танк                          | менее 1500                                     | Всего поставлено 2000 штук |
| Type-59                                         | КНР                  |             | Средний танк                          | 175                                            | Всего поставлено 175 |
| Т-62                                            | СССР                 |             | ОБТ                                   | 500                                            | Всего поставлено 500 штук |
| Chonma-ho (Chonma-I ,-II, -III, -IV, −98, −214) | КНДР                 |             | ОБТ                                   | 1000                                           | Измененный вариант Т-62, производившийся по лицензии, всего поставлено 1200 штук, 150 поставлено в Иран и ещё некоторое количество в Эфиопию |
| Pokpung-ho (Chonma-215, Chonma-216, Songun-915) | КНДР                 |             | ОБТ                                   | 600                                            | Всего поставлено 600 штук, по состоянию на 2020 год. |
| Чхонма-2                                        | КНДР                 |             | ОБТ                                   | несколько прототипов                           | В разработке |
| Лёгкие Танки                                    |                      |             |                                       |                                                | |
| ПТ-76                                           | СССР                 |             | Лёгкий танк                           | 300                                            | |
| М-1985                                          | КНДР                 |             | Лёгкий танк                           | 260                                            | Лёгкий танк на шасси БТР Type-63 с 85-мм пушкой |
| БМП                                             |                      |             |                                       |                                                | |
| БТР-82А                                         | РФ                   |             | БТР с 30-мм орудием                   | 32                                             | |
| БТР                                             |                      |             |                                       |                                                | |
| Type-63/VTT-323                                 | КНР/ КНДР            |             | Гусеничный БТР                        | 500+                                           | Не менее 500 поставлено из КНР |
| БТР-50                                          | СССР                 |             | Гусеничный БТР                        | 50                                             | Не менее 50 поставлено из СССР |
| БТР-40                                          | СССР                 |             | Колёсный БТР                          | 350+                                           | Не менее 350 поставлено из СССР |
| БТР-152                                         | СССР                 |             | Колёсный БТР                          | 400+                                           | Не менее 400 поставлено из СССР |
| БТР-60ПБ                                        | СССР                 |             | Колёсный БТР                          | 250+                                           | Не менее 250 поставлено из СССР |
| М2010 (Chunma-D)                                | КНДР                 |             | Колёсный/гусеничный БТР               | менее 1500                                     | Согласно The Military Balance 2023, всего 2500 колёсных БТР на вооружении. |
| ОТРК                                            |                      |             |                                       |                                                | |
| KN-02 Toksa                                     | КНДР                 |             | ОТРК                                  | Не менее 4 ПУ                                  | Около 100 ракет. Дальность 120—170 км |
| Луна-М                                          | СССР                 |             | ТРК                                   | 24 ПУ                                          | Дальность 65 км. |
| Луна                                            | СССР                 |             | ТРК                                   | 24 ПУ                                          | Дальность 45 км. |
| РСЗО                                            |                      |             |                                       |                                                | |
| Type-63                                         | КНР                  |             | 107-мм буксируемый реактивный миномёт | 4000                                           | 4000 поставлено из КНР, имееются различные варианты: - 18 или 24 направляющих на грузовике Sungri-61NA - 18 направляющих на шасси БТРа М1992 - 18 или 24 направляющие на шасси БТРа VTT-323 Дальность 8,5 км |
| БМ-21, BM-11, М1977, М1985, М1993               | СССР/ КНДР           |             | 122-мм РСЗО                           | 500+                                           | 500 БМ-21 Град поставлено из СССР и переделаны в различные версии в КНДР: - ВМ-11 — северокорейская версия на шасси Isuzu TW или Jiefang CA-30 и с 30 направляющими - М1977 — версия ВМ-11 с 40 направляющими - М1985 — северокорейская версия с 40 направляющими - М1993 — северокорейская версия RM-70 - Буксируемый прицеп с 18 направляющими Ввиду меньшего числа направляющих на некоторых северокорейских версиях, количество пусковых может быть несколько выше 500, поставленных из СССР. Дальность до 20 км |
| БМ-13                                           | СССР/ КНДР           |             | 132-мм РСЗО                           | 500                                            | Всего 500 поставлено из СССР. Имеется вариант в виде буксируемого прицепа с 8 направляющими на 16 ракет Дальность 11,8 км |
| БМД-20                                          | СССР                 |             | 200-мм РСЗО                           | 200                                            | Всего 200 поставлено из СССР. Имеется вариант в виде буксируемого прицепа с 4 направляющими. Дальность 18,75 км |
| БМ-24                                           | СССР                 |             | 240-мм реактивный миномёт             | 200                                            | Всего 200 поставлено из СССР. Дальность 17,5 км |
| М1985                                           | КНДР                 |             | 240-мм РСЗО                           | около 200                                      | Версия с 12 направляющими. Дальность 40-60 км. |
| М1991                                           | КНДР                 |             | 240-мм РСЗО                           | около 200                                      | Версия с 22 направляющими. Дальность 40-60 км. |
| KN-09                                           | КНДР                 |             | 300-мм РСЗО                           | около 10                                       | Также имеется 9 ПУ на шасси ЗиЛ-135 с 12 направляющими. Дальность 200 км. |
| Артиллерия — всего около 8600 стволов           |                      |             |                                       |                                                | |
| БС-3                                            | СССР                 |             | 100-мм полевая пушка                  | 500                                            | Всего 500 поставлено из СССР. |
| М-30                                            | СССР                 |             | 122-мм гаубица                        | 500                                            | Всего 500 поставлено из СССР. |
| А-19                                            | СССР                 |             | 122-мм пушка                          | 500                                            | Всего 500 поставлено из СССР. |
| Д-30                                            | СССР                 |             | 122-мм гаубица                        | не менее 200                                   | Не менее 200 поставлено из СССР. |
| М-1977                                          | КНДР                 |             | 122-мм САУ                            | не менее 200                                   | |
| М-1985                                          | КНДР                 |             | 122-мм САУ                            | не менее 200                                   | |
| Д-74                                            | СССР                 |             | 122-мм гаубица                        | не менее 300                                   | Всего 300 поставлено из СССР. |
| Tokchon «M-1981»                                | КНДР                 |             | 122-мм САУ                            | не менее 300                                   | |
| Chuchepo «M-1991»                               | КНДР                 |             | 122-мм САУ                            | не менее 300                                   | |
| М-46/Type-59                                    | СССР/ КНР            |             | 130-мм пушка                          | не менее 210                                   | Всего 160 М-46 поставлено из СССР и 50 Type-59 из КНР |
| М-46 на АТС-59Г                                 | КНДР                 |             | 130-мм САУ                            | не менее 210                                   | |
| M-46 Tokchon M-1975 или М-1981                  | КНДР                 |             | 130-мм САУ                            | не менее 210                                   | |
| M-1991 или М-1992                               | КНДР                 |             | 130-мм САУ                            | не менее 210                                   | |
| СМ-4-1                                          | СССР                 |             | 130-мм пушка                          | не менее 12                                    | Не менее 12 поставлено из СССР. |
| Tokchon M-1991 или M-1992                       | КНДР                 |             | 130-мм САУ                            | не менее 12                                    | |
| МЛ-20                                           | СССР                 |             | 152-мм гаубица                        | 100                                            | Всего 100 поставлено из СССР. |
| Д-20                                            | СССР                 |             | 152-мм гаубица                        | более 200                                      | Всего 200 поставлено из СССР.Производится в КНДР. |
| Tokchon M-1974 или M-1977                       | КНДР                 |             | 152-мм САУ                            | более 200                                      | |
| Tokchon M-1985 или M-1991                       | КНДР                 |             | 152-мм САУ                            | более 200                                      | |
| Chuchepo M-1991                                 | КНДР                 |             | 152-мм САУ                            | более 200                                      | |
| Неизвестно                                      | КНДР(?)              |             | 155-мм САУ                            | несколько                                      | Возможно копия китайской PLZ-45 или собственная разработка |
| Koksan M-1978                                   | КНДР                 |             | 170-мм САУ                            | около 500                                      | Артиллерия с крупнейшим в КНДР калибром в 170 мм и дальностью стрельбы в 40-50 км. |
| Koksan M-1989                                   | КНДР                 |             | 170-мм САУ                            | около 500                                      | Артиллерия с крупнейшим в КНДР калибром в 170 мм и дальностью стрельбы в 40-50 км. |
| Миномёты                                        |                      |             |                                       |                                                | |
| БМ-37                                           | СССР                 |             | 82-мм миномёт                         | 7500                                           | |
| ПМ-38                                           | СССР                 |             | 120-мм миномёт                        | 7500                                           | |
| ПМ-43                                           | СССР                 |             | 120-мм миномёт                        | 7500                                           | Всего 1000 поставлено из СССР |
| М-160                                           | СССР                 |             | 160-мм миномёт                        | 7500                                           | |
| Средства ПВО                                    |                      |             |                                       |                                                | |
| Стрела-10 (Pongae-3)                            | СССР/ КНДР           |             | ЗРК малой дальности                   | неизвестно                                     | Местная модификация ЗРК Стрела-10 с заменой 4 штатных ЗУР на 8 северойкорейских ПЗРК HT-16PGJ. |
| ЗСУ-23-4 Шилка                                  | СССР                 |             | ЗСУ                                   | до 148                                         | Всего из СССР поставлено 148 ЗСУ-23-4 |
| M-1985                                          | СССР/ КНДР           |             | ЗСУ                                   | до 250                                         | Башня ЗСУ-52-2 на шасси Т-54/55. Всего из СССР поставлено 250 башен для ЗСУ-57-2 |
| Стрела-2                                        | СССР                 |             | ПЗРК                                  | 4500                                           | Всего 1500 поставлено из России.Производится в КНДР |
| Стрела-3                                        | СССР                 |             | ПЗРК                                  | неизвестно                                     | Некоторое количество поставлено из России |
| HN-5                                            | КНР                  |             | ПЗРК                                  | 600                                            | Всего 600 поставлено из КНР |
| Игла                                            | СССР                 |             | ПЗРК                                  | 1500                                           | Всего 1500 поставлено из России |
| HT-16PGJ                                        | КНДР                 |             | ПЗРК                                  | неизвестно                                     | Производится в КНДР, возможно копия ПЗРК Игла |